# RATAN 600

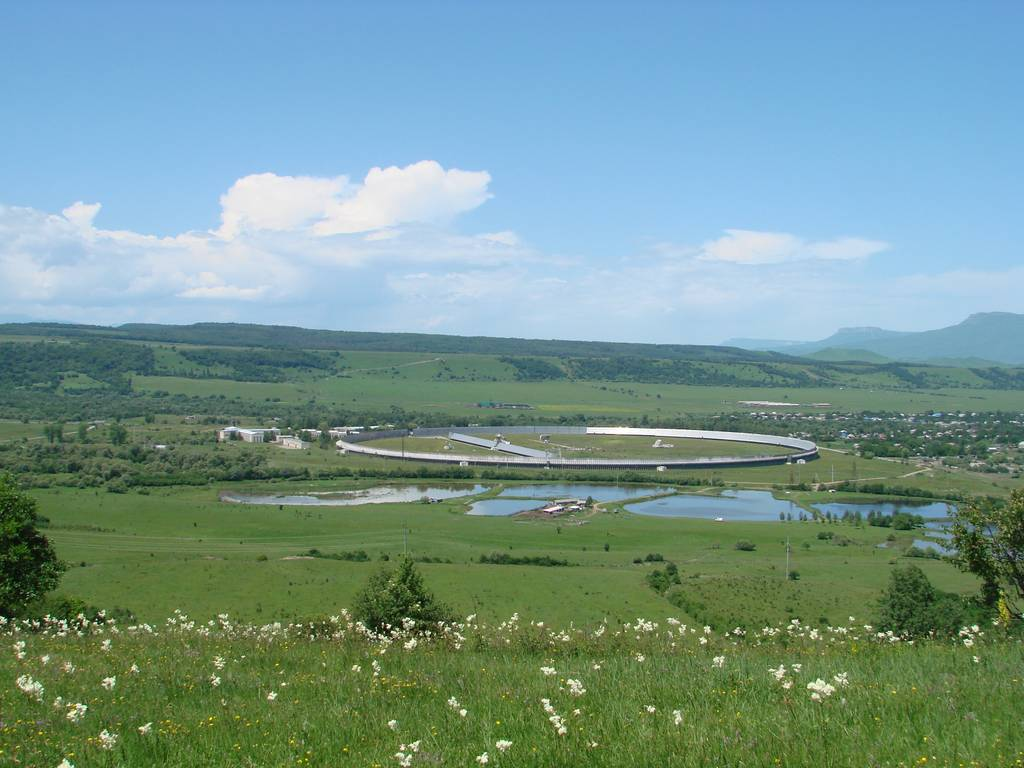
Aufnahme des RATAN-600

Das RATAN 600 (russisch РАТАН-600 – РАдиоТелескоп Академии Наук ‚Radioteleskop der Akademie der Wissenschaften‘) ist das Radioteleskop mit dem weltweit größten Durchmesser und seit 1974 in Betrieb. Es befindet sich in Russland am südlichen Rand der Staniza Selentschukskaja (autonome Republik Karatschai-Tscherkessien) im nördlichen Kaukasus, unweit des Selentschuk-Observatoriums.

## Aufbau
Das Teleskop besteht aus 895 in einem Kreis von 576 Meter Durchmesser angeordneten zweiachsig verstellbaren Spiegeln von 11,2 m Höhe und 2 m Breite mit einer Gesamtfläche von rund 20 000 m². Diese reflektieren Funkwellen von einer Quelle an einem Punkt des Himmels auf bis zu drei kegelförmige Sekundärreflektoren. Von den Sekundärreflektoren gelangen die Funkwellen auf unterschiedliche Empfänger mit Wellenlängenbereichen von 0,8 bis 50 cm, entsprechend 610 MHz bis 35 GHz. Der Reflektorring ist in vier Sektoren mit je 225 Elementen aufgeteilt, sodass die drei Empfänger simultan arbeiten können.
Eine zweite Reflektorgruppe ist als 400 m lange Linie angeordnet und besteht aus 124 Elementen mit je 8,5 m Höhe und einer Gesamtfläche von 3400 m². Die Empfangsanlagen sind auf Schienen fahrbar.
Durch den großen Durchmesser erreicht das Teleskop eine Winkelauflösung von 1,7 Winkelsekunden. Höhere Winkelauflösungen erreichen nur als Antennenarray zusammengeschaltete Radioteleskope wie das Very Large Array oder das Atacama Large Millimeter/submillimeter Array.

## Galerie

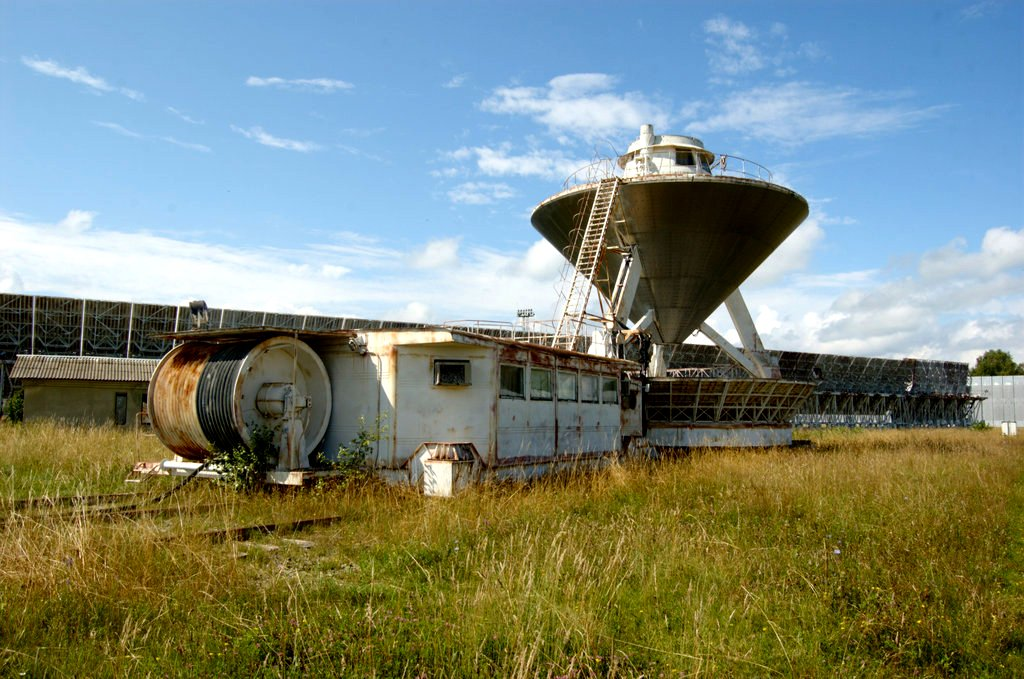
Einer der konischen Sekundärreflektoren des RATAN-600
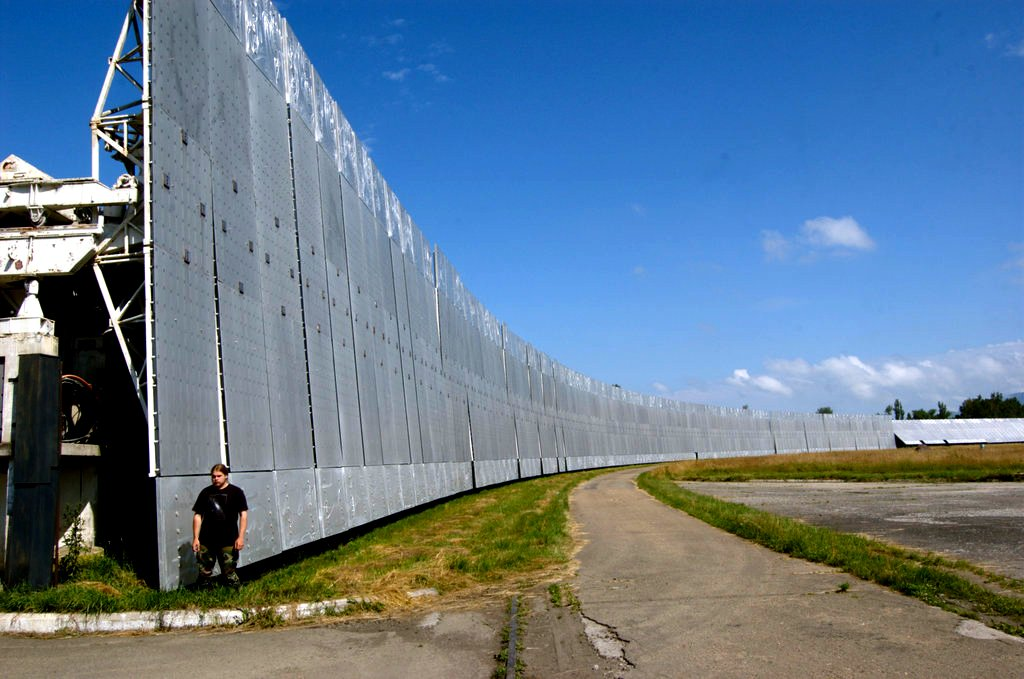
Reflektorplatten der Abmessungen 11,4 m × 2,0 m
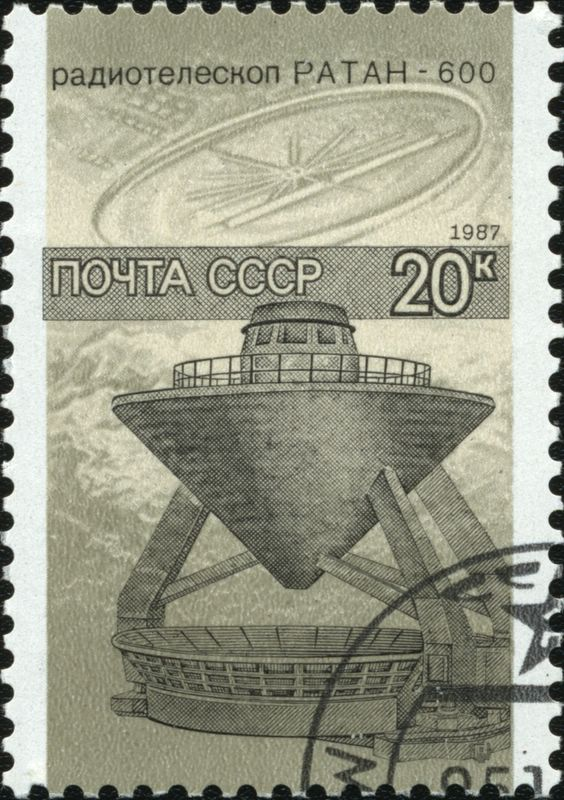
Einer der konischen Sekundärreflektoren des RATAN-600 auf einer Briefmarke der UdSSR aus dem Jahre 1987